# CarnEvil
CarnEvil è un videogioco sparatutto in prima persona arcade ambientato in una sorta di grottesco luna park degli orrori emerso da un cimitero, popolato da un altrettanto grottesca storpiatura di clown, circensi, folletti deformi, fenomeni da baraccone e animali deformi.
Il gioco presenta un alto tasso di violenza e di umorismo nero, ed è suddiviso in quattro livelli: Haunted House, Rickety Town, Freak Show e The Big Top. I primi tre sono affrontabili in qualunque ordine mentre l'ultimo presenta la sfida finale.

## Storia

### Prologo
Il protagonista ed il suo amico (nella modalità multiplayer) arrivano di notte in un cimitero dove si trova la tomba di Tökkentäkker. Il sepolcro presenta un teschio a forma di clown ed il protagonista vi inserisce una moneta, trovata all'interno di una fessura presente nella base della tomba. Questo provoca la comparsa di un gigantesco parco divertimenti, che emerge dal terreno.

### Haunted House
Il giocatore dovrà sopravvivere in una casa circondata da un cimitero: l'ambiente è infestato da zombie, fantasmi, ragni e pipistrelli. Al termine del livello dovrà scontrarsi con la vampira Evil Marie.

### Rickety Town
Il giocatore dovrà farsi strada tra folletti e mascotte e gli inservienti zombificati attraverso varie giostre e punti di ristoro del parco per scontrarsi poi con Krampus, una versione malvagia di Babbo Natale dotata di corna e lunghi artigli.

### Freak Show
Il giocatore dovrà avanzare tra un'autentica fiera di orridi spettacoli di baraccone, in un ambiente decadente e dove vagano senza sosta scimmie-ragno a 8 zampe, uomini mosca, larve e lottatori siamesi (2 busti congiunti senza gambe); a metà livello dovrà affrontare Eyeclops (una mostruosa storpiatura di ciclope con 2 teste con occhi su tutto il corpo) per poi attraversare un'attrazione ricalcata su un castello medievale pieno di strumenti di tortura, abitato da zombi torturati trafitti da spuntoni ed infine attraversare una piazza piena di giocattoli giganteschi: è il recinto di Junior, una creatura infernale sagomata come un poppante troppo cresciuto (in alcune versioni il dettaglio è stato censurato ed il mostro finale è stato sostituito da Dreaddy, un orrendo orsacchiotto di peluche).

### The Big Top
Il giocatore dovrà passare attraverso un tendone da circo sui corpi di pagliacci e orridi cani per poi salire sulla nave-dirigibile per affrontare faccia a faccia con il maestro di tutti gli orrori, Tökkentäkker, un nobile tedesco con monocolo e barba a punta ed il suo fedele teschio pagliaccio Umlaut.

### Epilogo
Dopo aver ucciso Tökkentäkker, il protagonista si ritrova nuovamente davanti alla sua tomba con la stessa moneta. Per cause inspiegabili, egli rimette il denaro nella bocca del clown e fa riapparire tutti gli orrori.

## Modalità di gioco
Per combattere contro i mostri, il giocatore ha inizialmente a disposizione un fucile automatico da 6 colpi (quello rappresentato dalla light gun), ma può raccogliere delle armi bonus come una mitragliatrice sparando ai simboli che appariranno sullo schermo in punti prefissati. Occasionalmente, delle ragazze attraverseranno lo schermo inseguite dai mostri: il giocatore non deve colpirle o perderà metà della salute come penalità.

### Bonus
Come già detto, il giocatore deve sparare ai bonus per poter attivare i loro effetti:
- Cuore: restituisce salute al giocatore;
- Doppietta: infligge danni doppi rispetto al fucile normale;
- Mitragliatrice: il giocatore può sparare una raffica di proiettili tenendo premuto il grilletto della light gun;
- Lanciafiamme: tenendo premuto il grilletto, viene rilasciata una lingua di fuoco che incendia i nemici infliggendo danni pesanti;
- Spara-acido: l'arma più potente del gioco. Un singolo colpo dissolve i nemici.